# مصطفی امیدقائمی
مصطفی امیدقائمی (۱۳۵۱، اصفهان)، بنیان‌گذار و نخستین مدیرعامل فرابورس ایران و نخستین رئیس هیئت مدیره بورس اوراق بهادار تهران، یکی از مدیران سرشناس بازار سرمایه ایران است. وی قبلا مدیرعامل شرکت گروه توسعه مالی مهر آیندگانبوده‌است و در حال حاضر به عنوان مدیرعامل شرکت سرمایه گذاری اهداف متعلق به صندوق بازنشستگی پس انداز و رفاه کارکنان صنعت نفت مشغول بکار می‌باشد .

هنگام کناره‌گیری وی از مدیرعاملی فرابورس ایران (دومین بورس اوراق بهادار ایران)، بیش از ۱۵۰ نماد معاملاتی در بازارهای مختلف این بورس ایجاد شده بود؛ پنج بازار در آن راه‌اندازی و فعال شده بود؛ ارزش بازار آن بیش از ۳۵۰هزار میلیارد ریال بود؛ و قیمت هر سهم شرکت فرابورس ایران (سهامی عام) بیش از ۱۰هزار ریال دادوستد شده بود.

از جمله مهم‌ترین دستاوردهای فرابورس ایران، در زمان مدیرعاملی وی، پذیرش اوراق بهادار متنوعی هم‌چون صکوک، گواهی سپرده، و امتیاز تسهیلات مسکن؛ راه‌اندازی بازار پایه و بازار سوم فرابورس؛ پذیره‌نویسی شرکت‌های سهامی عام در شرف تأسیس، اوراق مشارکت و سلب حق تقدم؛ و پذیرش شرکت‌های در شرف تأسیس در فرابورس بود.

## تحصیلات
- کارشناسی ارشد حسابداری، دانشگاه شهید بهشتی، ۱۳۷۷
- کارشناسی حسابداری، دانشگاه صنعت نفت، ۱۳۷۴
- دیپلم ریاضی و فیزیک، ۱۳۶۹[۳][۶][۷]

## پیشینه حرفه‌ای
- نخستین مدیرعامل فرابورس ایران
- نخستین رئیس هیئت مدیره بورس اوراق بهادار تهران
- عضو هیئت مؤسس راه‌اندازی بورس اوراق بهادار تهران
- مدیرعامل شرکت سرمایه‌گذاری گروه توسعه ملی (وابسته به بانک ملی)
- مدیرعامل شرکت سرمایه‌گذاری صبا تأمین (وابسته به شرکت سرمایه‌گذاری تأمین اجتماعی- شستا)
- مدیر بازرسی سازمان کارگزاران بورس اوراق بهادار تهران (سابق)
- مدیر بازار سازمان کارگزاران بورس اوراق بهادار تهران (سابق)
- ناظر بازار سازمان کارگزاران بورس اوراق بهادار تهران (سابق)[۳][۴][۵][۶][۷]

## اقدامات برجسته در فرابورس ایران
- راه‌اندازی فرابورس ایران (ایجاد بسترهای مقرراتی و عملیاتی)
- پذیرش سهام ده‌ها شرکت بزرگ و کوچک (مثل، ارتباطات سیار ایران (همراه اول)، ذوب آهن اصفهان، بانک پاسارگاد، بانک سامان، بانک دی، بانک گردشگری، بانک ایران زمین، بانک تات، بانک شهر، بانک خاورمیانه، بانک حکمت ایرانیان، بانک قرض‌الحسنه رسالت، بیمه پاسارگاد، بیمه دی، بیمه کارآفرین، بیمه کوثر، بیمه نوین، بیمه ما، بیمه سامان، بیمه میهن، بیمه آرمان، بیمه تعاون، بیمه سرمد، پتروشیمی امیرکبیر، پتروشیمی ممسنی، پتروشیمی مارون، همکاران سیستم، تجارت الکترونیک پارسیان، بورس اوراق بهادار تهران، بورس کالای ایران، ...) و اوراق بهادار دیگر (مثل، امتیاز تسهیلات مسکن، صکوک، گواهی سپرده)- در مجموع، بیش از ۱۵۰ نماد معاملاتی.
- افزایش ارزش بازار فرابورس به بیش از ۳۵۰هزار میلیارد ریال.
- افزایش قیمت هر سهم شرکت فرابورس ایران (سهامی عام) به بیش از ۱۰هزار ریال.
- راه‌اندازی بازار پایه فرابورس، بازار سوم فرابورس، پذیره‌نویسی اوراق مشارکت، پذیره‌نویسی صکوک، پذیره‌نویسی سلب حق تقدم، پذیرش امتیازهای تسهیلات مسکن، و پذیرش شرکت‌های در شرف تأسیس.[۳][۴][۵][۶][۷][۹]

وی در گفت‌وگو با ماهنامه بازار و سرمایه، سال ۱۳۸۹ را نقطه عطف فرابورس اعلام کرد. به گفته وی: 
در آن سال تعدادی شرکت و اوراق مشارکت پذیرفتیم و بحث پذیره‌نویسی بانک پاسارگاد و همراه اول به پایان رسید و آن‌ها وارد فرابورس شدند. در همین حین، قانون توسعه ابزارها و نهادهای مالی جدید به منظور تسهیل اجراء سیاست‌های کلی اصل چهل و چهارم قانون اساسی (۲۵ آذر ۱۳۸۸) در مجلس شورای اسلامی تصویب شده بود و مشکل مالیاتی هم دیگر وجود نداشت. حق تقدم تسهیلات مسکن از سال ۱۳۸۸ مورد پیگیری ما و بانک مسکن بود تا اینکه در مهر ۱۳۸۹ به نتیجه رسید. در سال ۱۳۹۰ برنامه پنجم و بحث بازار پایه هم به میان آمد و این که به چه طریق می‌توان طرح بازار پایه را در فرابورس اجرایی کرد.